# The Margin +
Albums de Peter Hammill
What, now?
(2001) The Thin Man sings Ballads
(2002)
The Margin + est un album Live de Peter Hammill, sorti en 2002.
 C'est la réédition de l'album The Margin sorti en 1985, complétée par l'ajout de titres sur un second CD.

## Liste des titres

### CD «The Margin»
1. The Future Now
2. Porton Down
3. Stranger Still
4. Sign
5. The Jargon King
6. Empress's Clothes
7. The Sphinx in the Face
8. Labour of Love
9. Sitting Targets
10. Patient
11. Flight

### CD «+»
1. The Second Hand
2. My Experience
3. Paradox Drive
4. Modern
5. Film Noir
6. The Great Experiment
7. Happy Hour
8. Central Hotel
9. Again
10. If I Could